# Anatolij Czekinow
Anatolij Pietrowicz Czekinow (ros. Анатолий Петрович Чекинов, ur. 1909 w Tule, zm. 1986) – radziecki polityk, działacz partyjny.
Od 1929 członek WKP(b), 1932-1937 studiował w Leningradzkim Instytucie Wojskowo-Mechanicznym, od 1937 do marca 1940 był sekretarzem Komitetu Miejskiego w Kerczu, od 15 marca 1940 do 11 listopada 1948 był I sekretarzem Udmurckiego Komitetu Obwodowego WKP(b), a 1941-1945 pełnomocnikiem Państwowego Komitetu Obrony ZSRR w Udmurckiej ASRR. Od listopada 1948 kolejno w dyspozycji KC WKP(b), szef warsztatu kombinatu metalurgicznego w Stupinie w obwodzie moskiewskim, dyrektor kombinatu metalurgicznego w Stupino, potem zastępca dyrektora tego kombinatu.

## Odznaczenia
- Order Lenina (dwukrotnie)
- Order Czerwonego Sztandaru Pracy
- Order Wojny Ojczyźnianej I klasy
- Order „Znak Honoru” (dwukrotnie)